# پونتی (کومونه)
پونتی (به ایتالیایی: Pontey) یک کومونه در ایتالیا است که در واله دائوستا واقع شده‌است. پونتی ۱۵ کیلومتر مربع مساحت و ۷۸۰ نفر جمعیت دارد و ۵۲۳ متر بالاتر از سطح دریا واقع شده‌است.

## نگارخانه

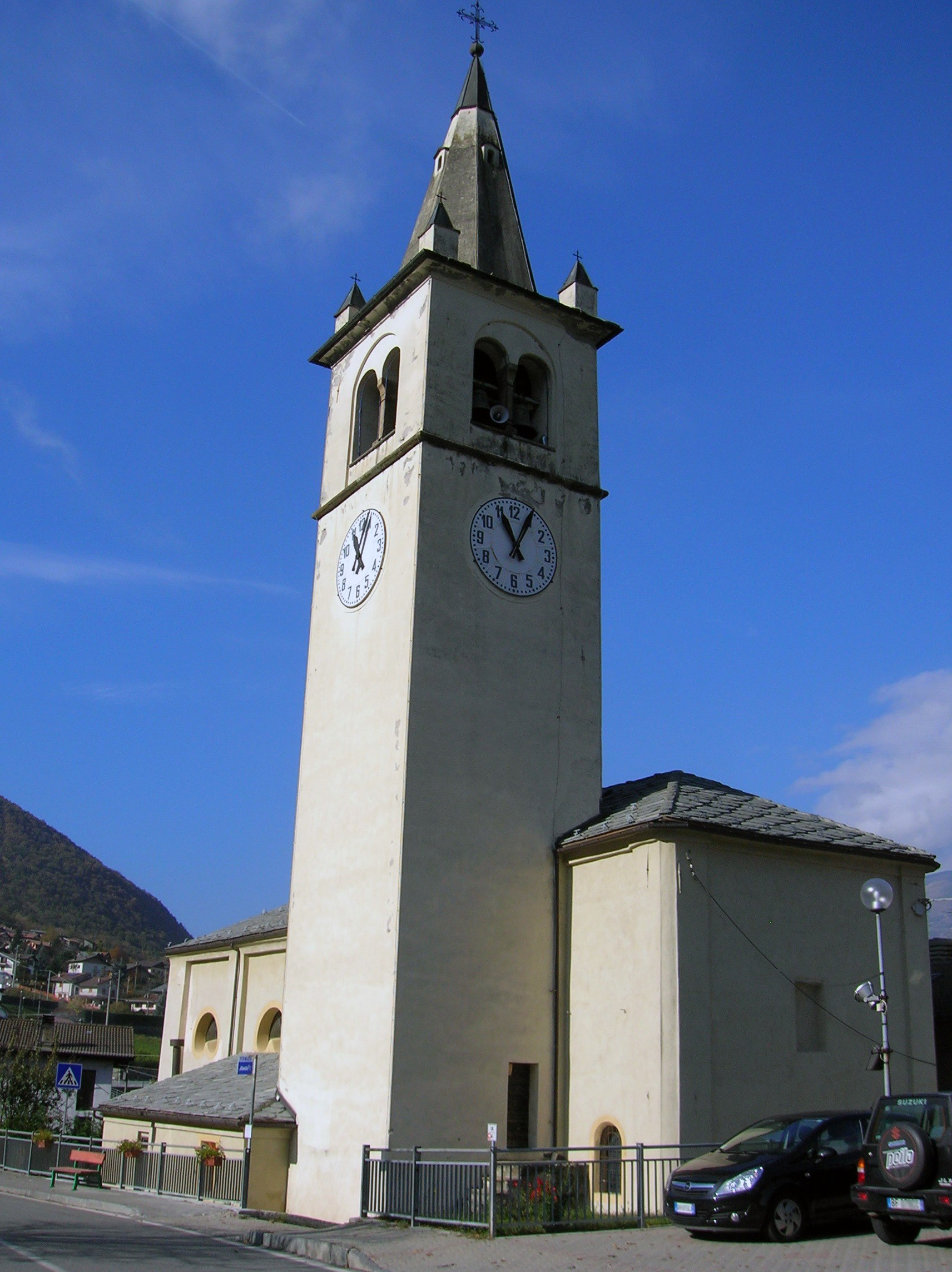
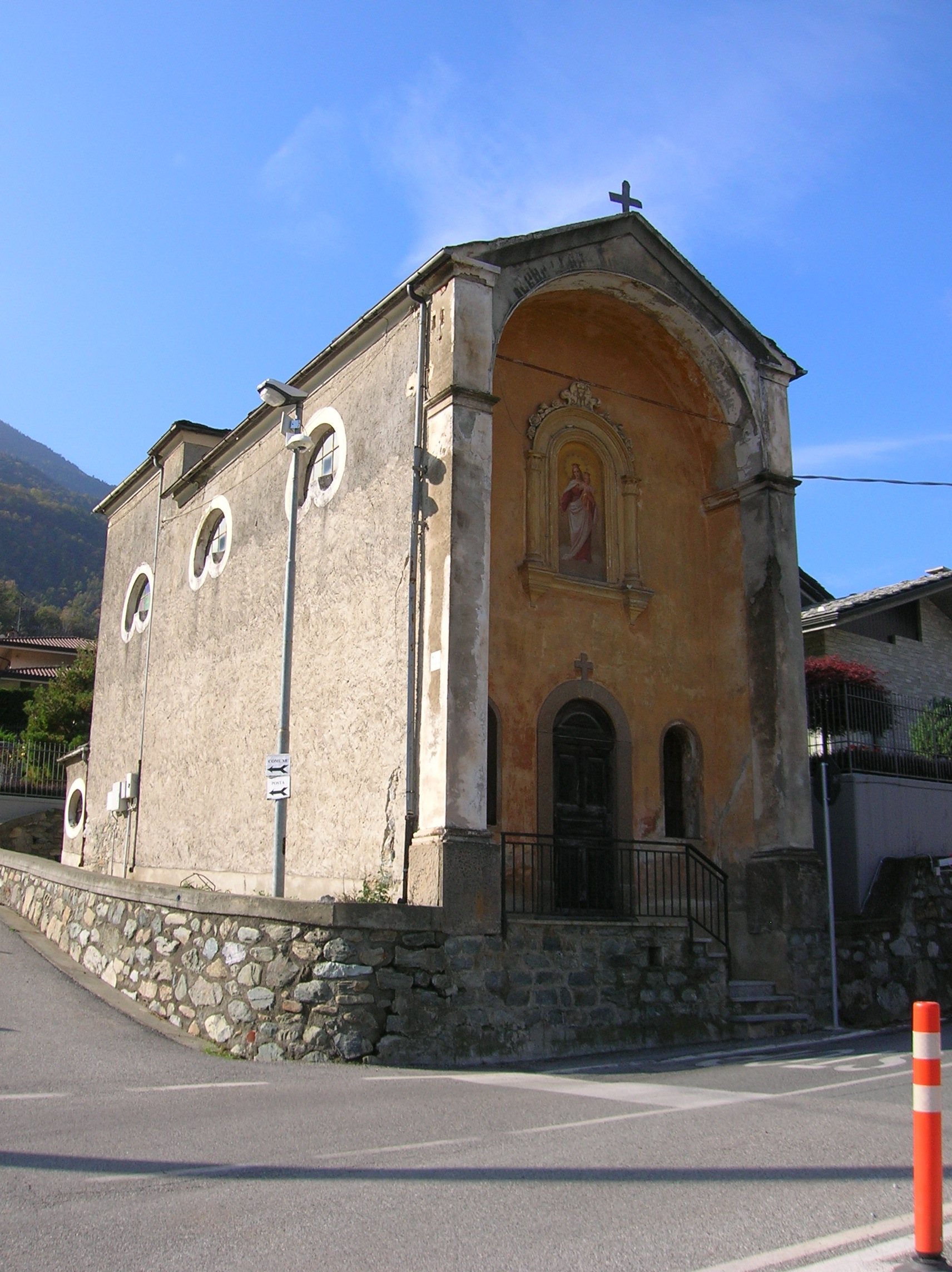